# 詹姆斯·马克·鲍德温

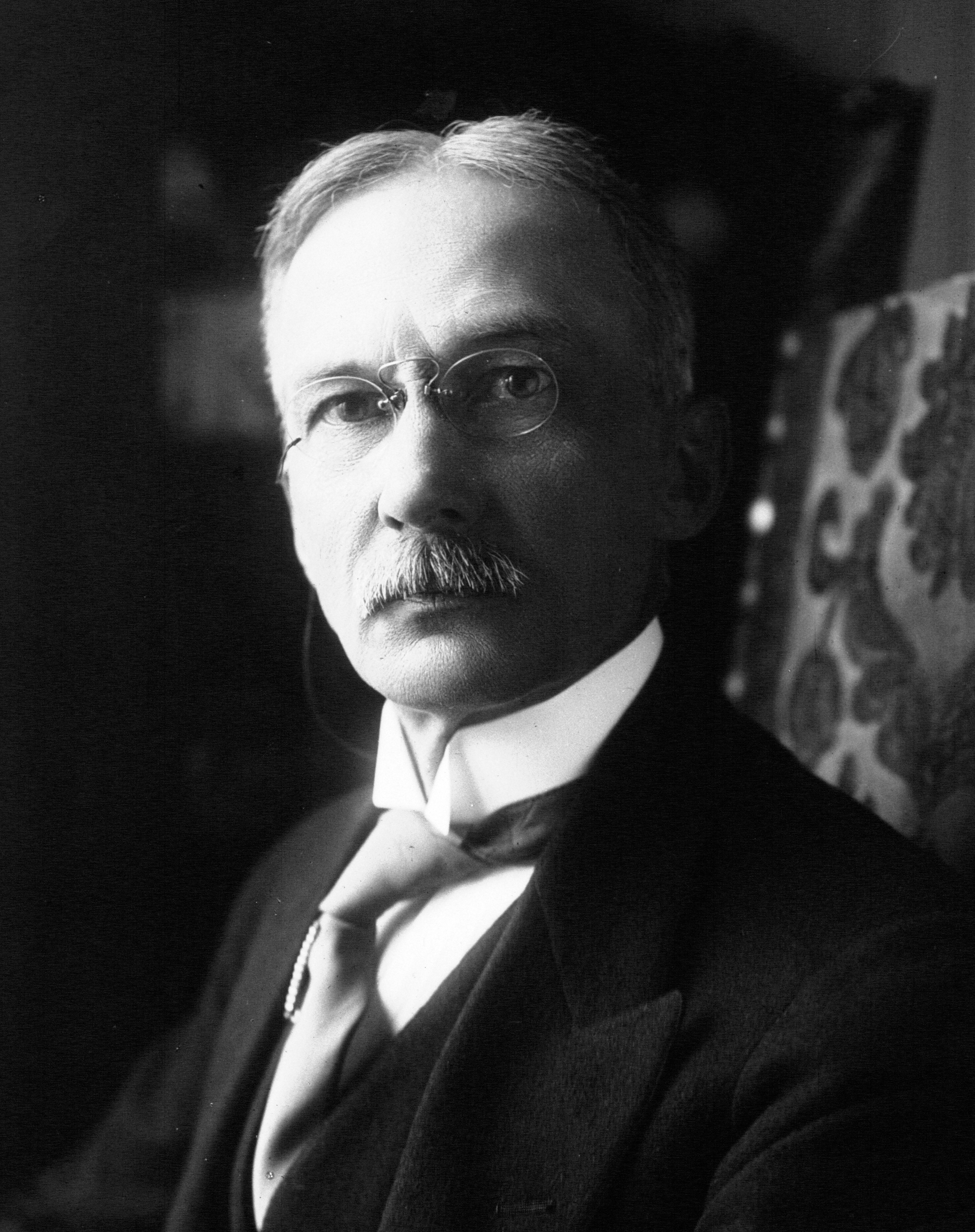
詹姆斯·马克·鲍德温于1917年

詹姆斯·马克·鲍德温（1861年1月12日，南卡罗来纳州哥伦比亚 - 1934年11月8日，巴黎）是一位美国哲学家和心理学家，在普林斯顿大学师从于苏格兰哲学家James McCosh，并成为该大学心理学系的创始人之一。 他为早期心理学，精神病学和进化论做出了重要贡献。

## 生平

### 早年经历
鲍德温是出生在南卡罗来纳州的哥伦比亚。 他的父亲来自康涅狄格州，是一名废奴主义者，以购买奴隶并赋予他们自由闻名。 在美国南北战争中他的父亲北迁，但家庭仍留在原地直到萨凡纳战役。他的父亲在战争结束后返回，鲍德温的父亲是美国重建时期政府的一员。鲍德温被送往北方在新泽西州接收中学教育。最后，他选择了进入新泽西学院(现普林斯顿大学).
鲍德温在学院院长詹姆斯·麦考什的指导下开始了神学学习，但不久就转到哲学研究当中。 他获得了精神科学格林奖学金（以他未来的岳父，普林斯顿神学院院长的名字命名）并用于前往德国与莱比锡的威廉·冯特和柏林的弗里德里希·保尔森一起学习（1884-1934）。
1885年,他成为了普林斯顿神学院的法语和德语教练。他翻译了西奥杜勒-阿尔蒙德·利伯特的当代德国心理学并完成了他的第一篇论文“生理心理学的若干假设”。利伯特的工作追溯了自康德到约翰·弗里德里希·赫尔巴特,古斯塔夫·费希纳,赫尔曼·洛泽和冯特的心理学的起源。
在1887年，作为一个哲学教授在 湖林学院 他娶海伦·海耶斯·格林，神学院院长威廉·亨利·格林的的女儿。在 湖林学院他发表他关于恩斯特·海因里希·韦伯，费希纳和冯特提出的新的实验心理学 心理学手册(感官和智力) 的第一部分。
1889年,他成为多伦多大学的逻辑和形而上学学院的主席。他在多伦多创建了实验心理学实验室（他声称这是大英帝国的第一个实验心理学实验室）时逢他的女儿海伦（1889年）和伊丽莎白（1891年）的诞生，孩子们的出生启发了他婴儿发展的定量和实验研究。心理学手册（知觉与意志）第二部分出版于1891年。 鲍德温关于实验心理学的文章儿童和种族的心理发展：方法和过程（1894），给让·皮亚杰和劳伦斯·科尔伯格留下了十分深刻的印象。
在创意阶段鲍德温前往法国(1892)访问重要的心理学家沙可(在硝石库慈善医院),希波利特·伯恩海姆(在南希),和皮埃尔·珍妮特。

## 另请参阅
- 乔治•赫伯特•米德
- 生命历程理论
- 定向进化现象
- 表观遗传学
- 泛生论
- 读障碍
- 进化发育生物学